# توموکو ماتسوناگا
توموکو ماتسوناگا (ژاپنی: 松永 知子) بازیکن فوتبال اهل ژاپن و عضو تیم ملی فوتبال ژاپن است که در تاریخ ۱ ژوئن ۱۹۸۸ میلادی اولین بازی ملی‌اش را انجام داد. او در ۱۳ بازی ملی حضور داشت و آخرین بازی ملی خود را در تاریخ ۸ ژوئن ۱۹۹۱ میلادی انجام داد. توموکو ماتسوناگا در بازی‌های ملی‌اش
گلی به ثمر نرساند.